# Acacia paradoxa
Acacia paradoxa är en ärtväxtart som beskrevs av Dc. Acacia paradoxa ingår i släktet akacior, och familjen ärtväxter. Inga underarter finns listade i Catalogue of Life.

## Bildgalleri

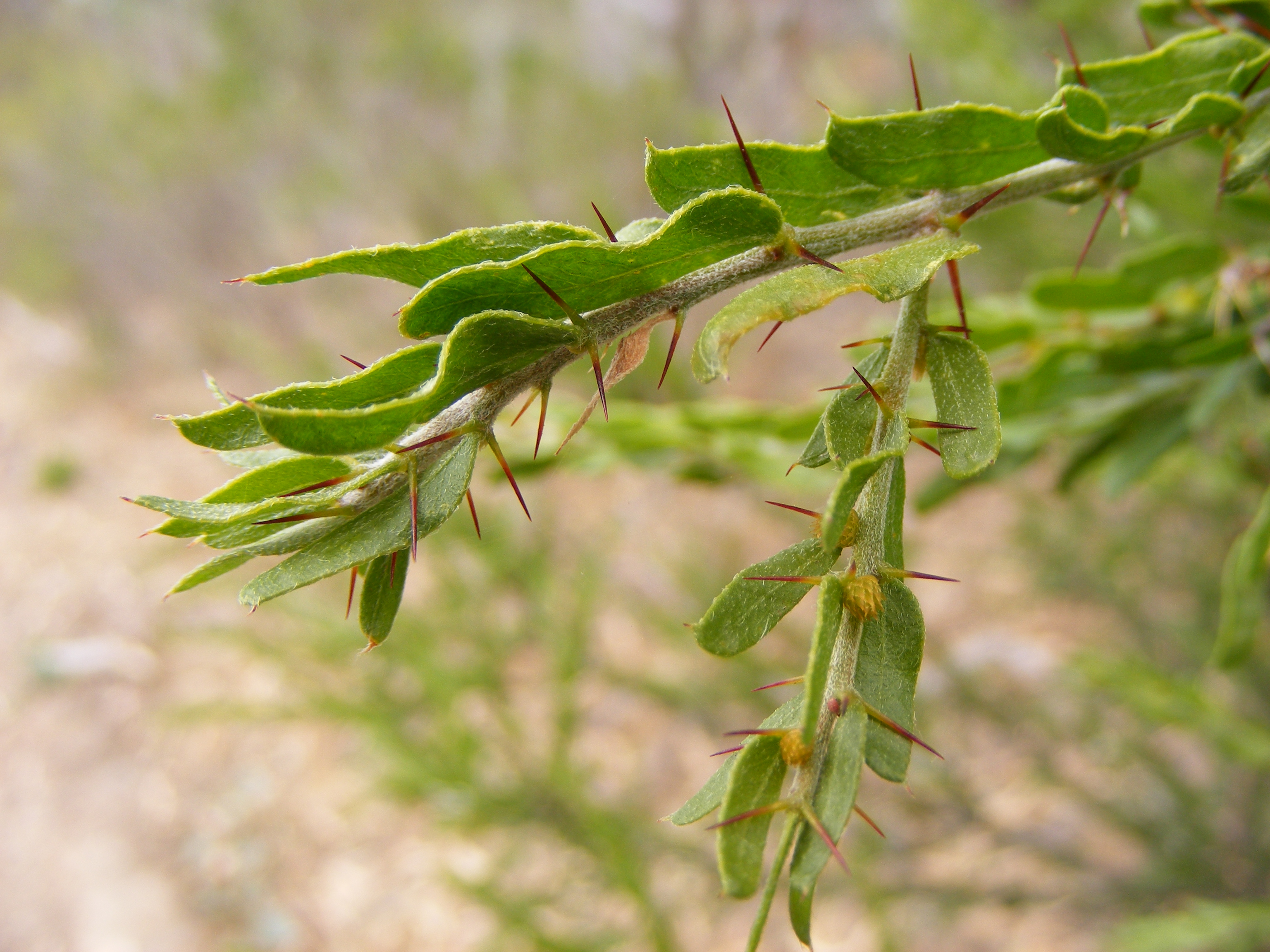
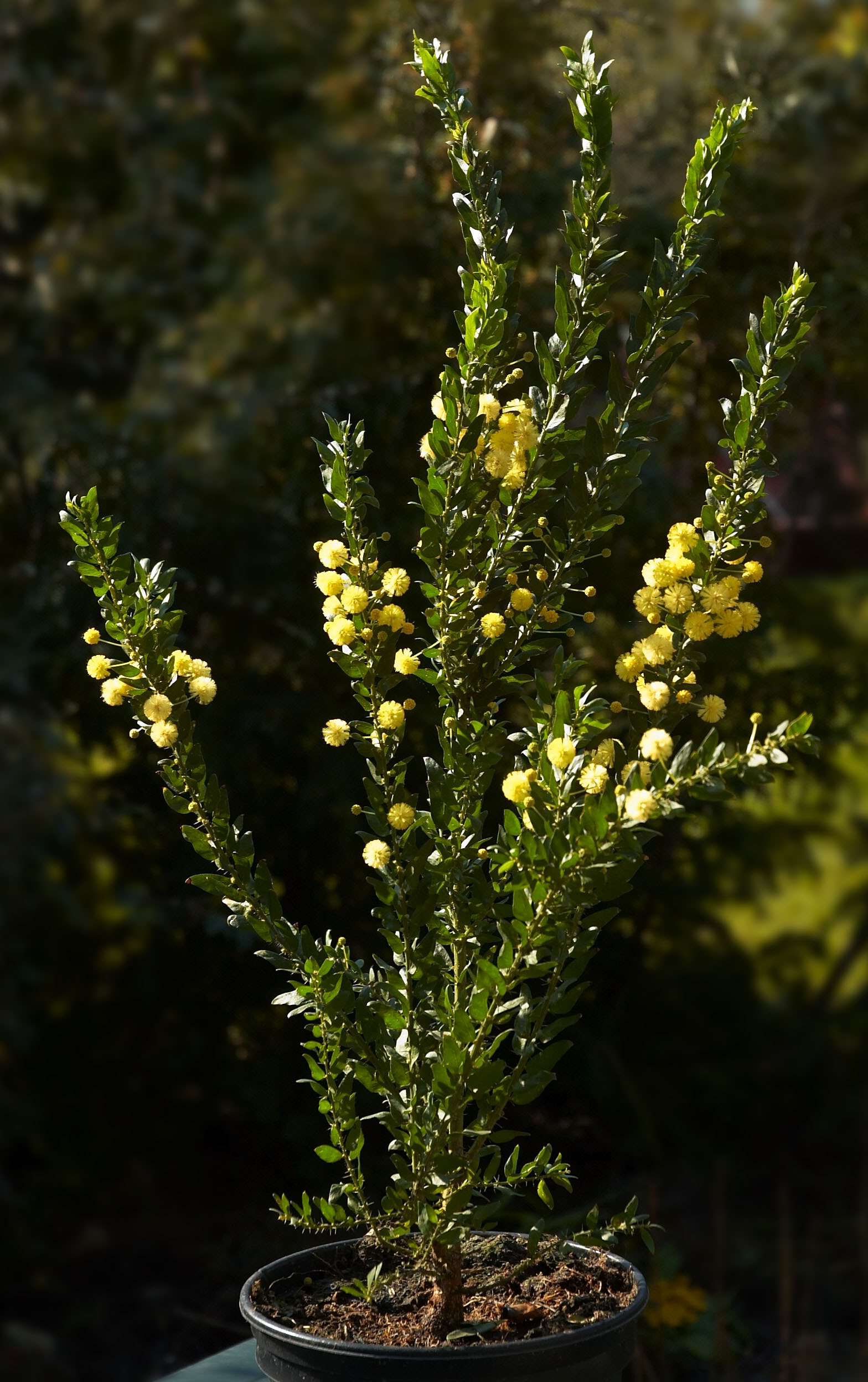
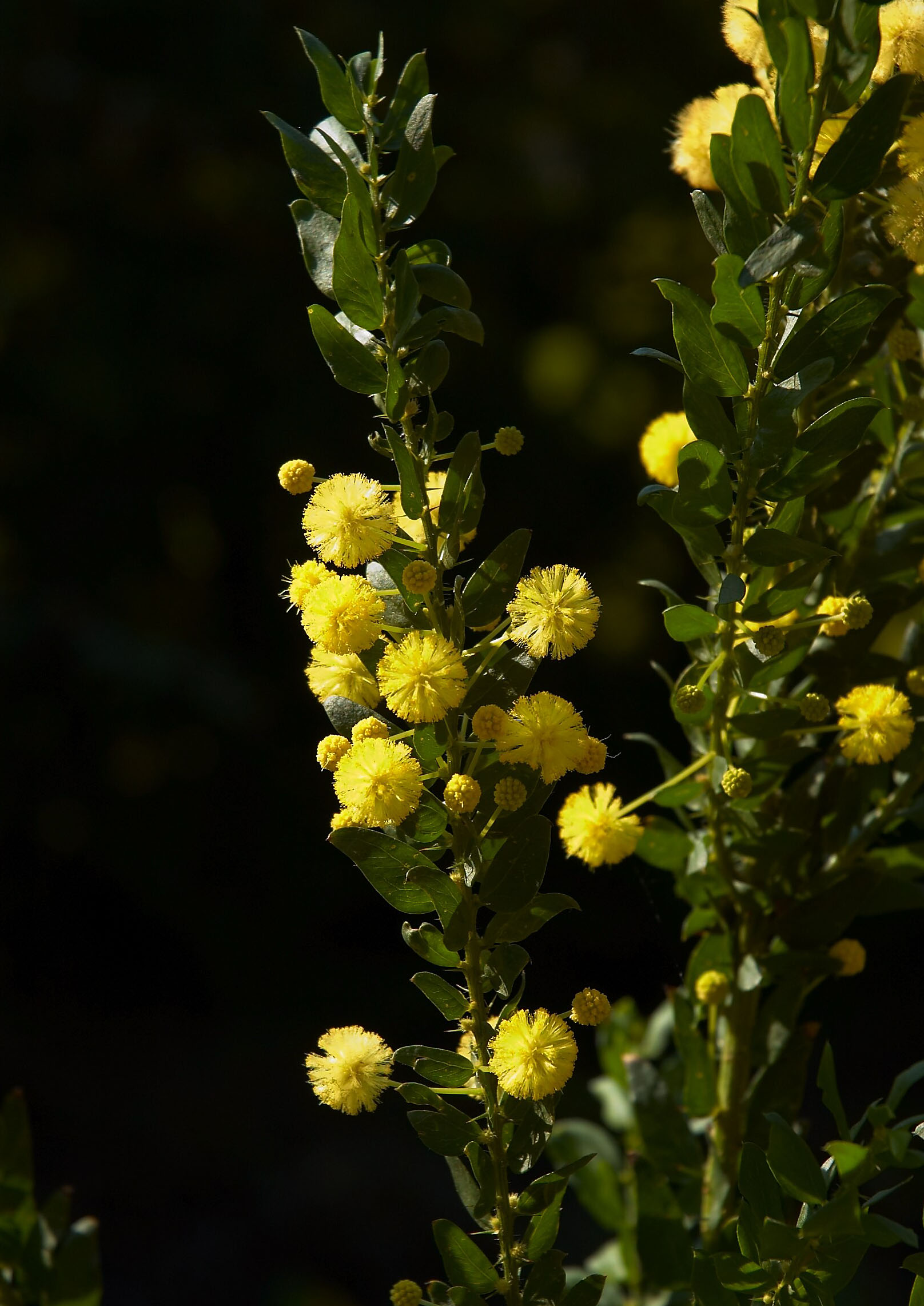
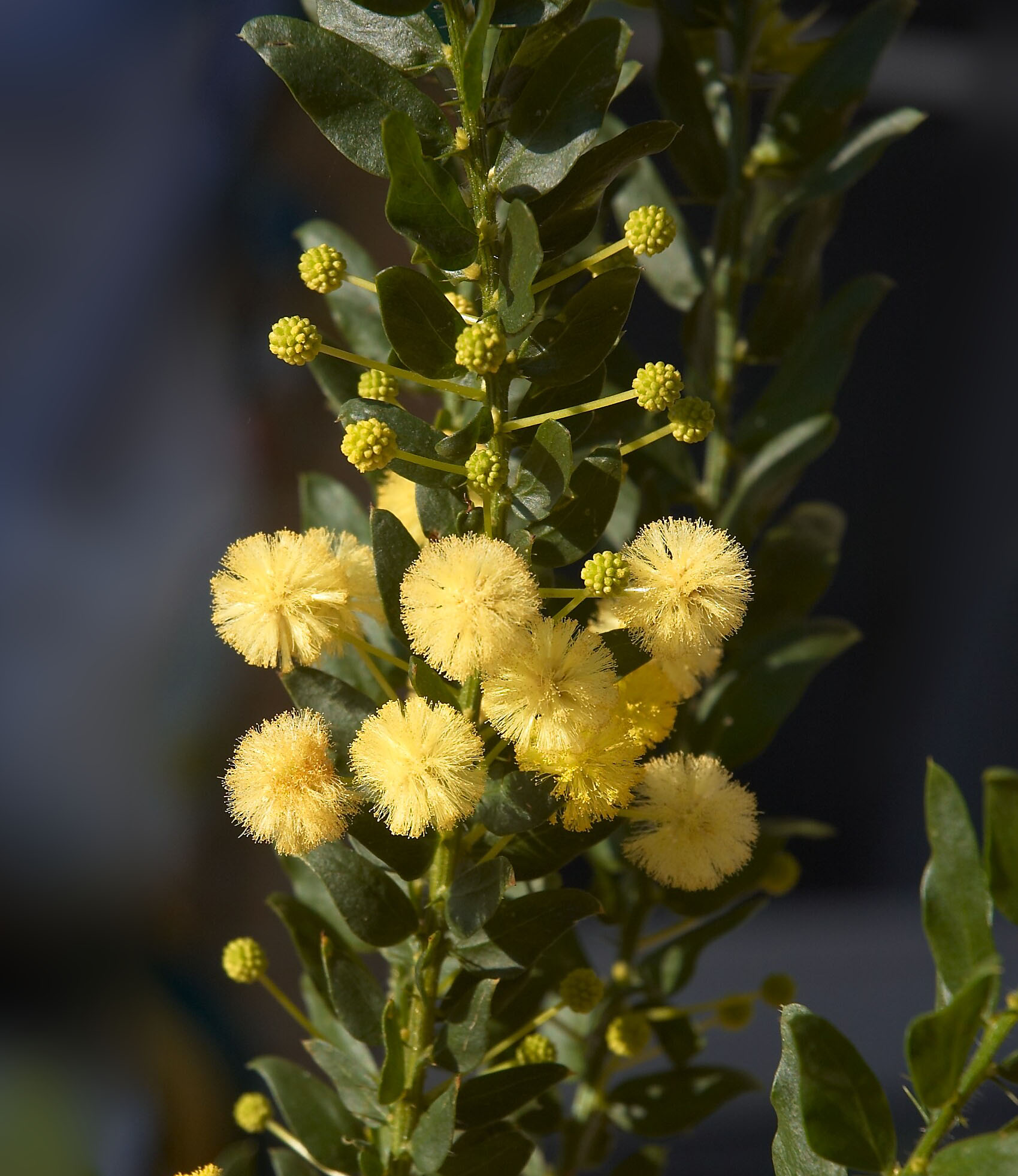
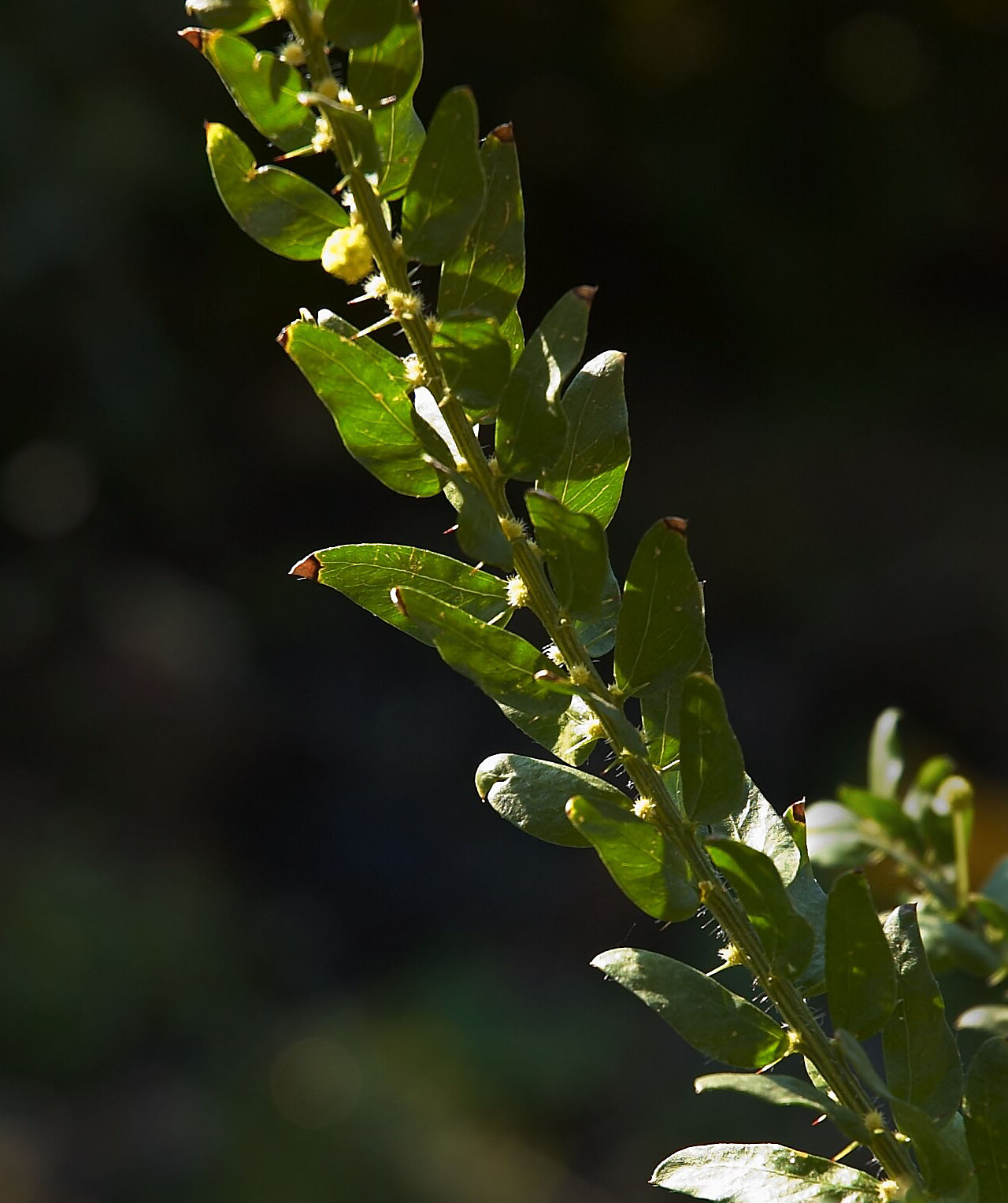
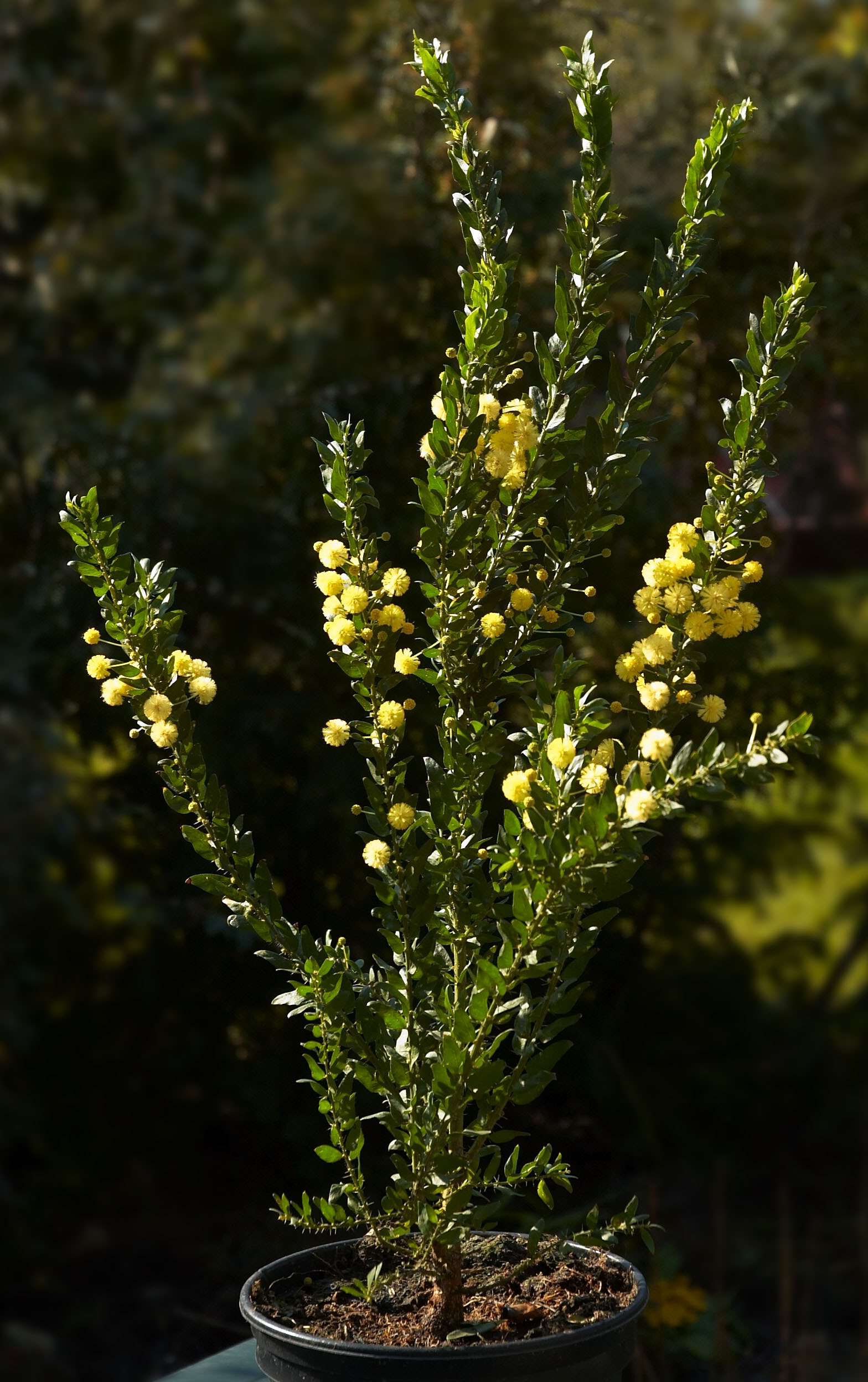